# Гранд фестивал 2006.
Први грандов фестивал одржан је у студију у Кошутњаку крајем октобра 2006. године. Такмичење се састојало из полуфинала у којем су наступиле 27 песама, као и финала у којем су наступиле 23 песама; 13 директних финалиста и 10 учесника из полуфинала. На фестивалу победу је однео Саша Матић, на другом месту је завршила Тања Савић, док је трећепласирана била Мира Шкорић.

## Полуфинале
| Бр. | Извођач               | Песма                  | Пласман |
| --- | --------------------- | ---------------------- | ------- |
| 1.  | Медењаци              | Медена                 |         |
| 2.  | Коктел бенд           | Другарице              |         |
| 3.  | Никола Роквић         | Повреди ме             | 2       |
| 4.  | Тања Савић            | Полудела               | 1       |
| 5.  | Славица Ћуктераш      | Мргуд                  | 7       |
| 6.  | Синиша Вуцо           | Јесен је               |         |
| 7.  | Наташа Којић Таша     | Вишња у чоколади       |         |
| 8.  | Немања Николић        | Лажем                  |         |
| 9.  | Ивана Шашић           | Двадесет пет           |         |
| 10. | Маја Маријана         | Црни пантер            | 5       |
| 11. | Милијана Ралевић Мана | Чекам те у недељу      |         |
| 12. | Елена                 | Продавница љубави      |         |
| 13. | Инди                  | Бато бре               |         |
| 14. | Бранислав Мојићевић   | Дођи, дођи             | 4       |
| 15. | Милица Тодоровић      | Зашто цура седи сама   | 9       |
| 16. | Близанци              | Туто комплето          |         |
| 17. | Нена Ђуровић          | Пред очима мојим       |         |
| 18. | Гордана Јовановић     | Дневник једне младости |         |
| 19. | Ћира                  | Јави се                |         |
| 20. | Дарко Филиповић       | Љуљају се сплавови     | 10      |
| 21. | Дејан Матић           | Нико и неко            | 6       |
| 22. | Ана Кокић             | Свеједно               |         |
| 23. | Александра Ристановић | Кажи да ме волиш       | 8       |
| 24. | Лепа Ђорђевић         | Амајлија               |         |
| 25. | Дејан Доктор          | Бежи од мене           |         |
| 26. | Стеван Анђелковић     | Први пут               | 3       |
| 27. | Зорица Андријашевић   | Стари рено             |         |

## Финале
| Бр. | Извођач                | Песма                   | Пласман |
| --- | ---------------------- | ----------------------- | ------- |
| 1.  | Снежана Ђуришић        | Буди мушко              |         |
| 2.  | Зорица Брунцлик        | Дан по дан              |         |
| 3.  | Стеван Анђелковић      | Први пут                |         |
| 4.  | Никола Роквић          | Повреди ме              |         |
| 5.  | Дејан Матић            | Нико и неко             |         |
| 6.  | Маја Маријана          | Црни пантер             |         |
| 7.  | Маринко Роквић         | Живот мој               |         |
| 8.  | Есма и Уснија Реџепова | Посестриме              |         |
| 9.  | Бранислав Мојићевић    | Дођи, дођи              |         |
| 10. | Мира Шкорић            | Иста нам је туга        | 3       |
| 11. | Тања Савић             | Полудела                | 2       |
| 12. | Милош Бојанић          | Богиња                  |         |
| 13. | Ђани                   | Да ли знаш              |         |
| 14. | Радиша Урошевић        | Зора зори               |         |
| 15. | Иван Кукољ Куки        | Шта сам ти скривио Боже |         |
| 16. | Жељко Шашић            | Од љубави се не живи    |         |
| 17. | Марина Живковић        | Завет љубави            |         |
| 18. | Лепа Лукић             | Ако твоје очи пате      |         |
| 19. | Саша Матић             | Све је на продају       | 1       |
| 20. | Славица Ћуктераш       | Мргуд                   |         |
| 21. | Милица Тодоровић       | Зашто цура седи сама    |         |
| 22. | Александра Ристановић  | Кажи да ме волиш        |         |
| 23. | Дарко Филиповић        | Љуљају се сплавови      |         |